# 1773
Il 1773 (MDCCLXXIII in numeri romani) è un anno  del XVIII secolo.

## Eventi
- Conclusione della pubblicazione dell'Encyclopédie.
- In Russia inizia l'insurrezione di Emel'jan Pugačëv.
- Carl Scheele e Torbern Bergmann scoprono l'acido urico; Hilaire Rouelle scopre l'urea.
- Goethe scrive il Prometheus.
- 12 gennaio – A Charleston (città della colonia inglese di Carolina del Sud) viene inaugurato il primo museo pubblico negli Stati Uniti.
- 17 gennaio – James Cook è il primo europeo a oltrepassare il Circolo polare antartico.
- 21 luglio – Clemente XIV scioglie la Compagnia di Gesù (l'ordine sarebbe stato ricostituito da Pio VII nel 1814).
- 16 dicembre – Boston Tea Party: preludio alla Rivoluzione Americana

## Nati

### Gennaio
- 3 gennaio - William Gadsby, predicatore inglese († 1844)
- 4 gennaio - Friedrich Christian August Hasse, storico tedesco († 1848)
- 4 gennaio - Francesco Tiberi, cardinale e arcivescovo cattolico italiano († 1839)
- 5 gennaio - Richard Heber, filologo inglese († 1833)
- 7 gennaio - Francesco Boni, presbitero italiano († 1852)
- 9 gennaio - Cassandra Austen, pittrice inglese († 1845)
- 11 gennaio - Charles-André Merda, militare francese († 1812)
- 14 gennaio - William Pitt Amherst, diplomatico e politico britannico († 1857)
- 14 gennaio - Catherine Pakenham, nobildonna irlandese († 1831)
- 15 gennaio - Antoine-Léonard Chézy, linguista e traduttore francese († 1832)
- 15 gennaio - Melchiorre Missirini, letterato e biografo italiano († 1849)
- 17 gennaio - Johann Christian August Heinroth, medico tedesco († 1843)
- 19 gennaio - Louis Gabriel Michaud, scrittore e storico francese († 1858)
- 20 gennaio - Theodor von Schön, politico prussiano († 1856)
- 20 gennaio - Henry Wellesley, I barone Cowley, nobile, politico e ambasciatore britannico († 1847)
- 22 gennaio - Clemens August Droste zu Vischering, arcivescovo cattolico tedesco († 1845)
- 22 gennaio - René-Charles Guilbert de Pixerécourt, drammaturgo, direttore teatrale e traduttore francese († 1844)
- 22 gennaio - Thomas Weld, cardinale e vescovo cattolico inglese († 1837)
- 26 gennaio - Niccolao Giorgini, politico italiano († 1854)
- 27 gennaio - Augusto Federico di Hannover, nobile inglese († 1843)
- 29 gennaio - Friedrich Mohs, chimico e mineralogista tedesco († 1839)
- 31 gennaio - Luigi Pichler, incisore italiano († 1854)

### Febbraio
- 4 febbraio - François Joseph Didier Liedot, militare e ingegnere francese († 1812)
- 4 febbraio - George Montagu, VI conte di Sandwich, nobile inglese († 1818)
- 9 febbraio - William Henry Harrison, generale e politico statunitense († 1841)
- 10 febbraio - Gaudenzio Bordiga, incisore e cartografo italiano († 1837)
- 14 febbraio - Charles Brudenell-Bruce, I marchese di Ailesbury, politico inglese († 1856)
- 14 febbraio - Benjamin Delessert, banchiere e botanico francese († 1847)
- 20 febbraio - Ferdinando Paini, compositore italiano
- 25 febbraio - Jacobo FitzJames Stuart, V duca di Berwick, nobile spagnolo († 1794)

### Marzo
- 1º marzo - Carlo Marin, funzionario e poeta italiano († 1852)
- 2 marzo - Christoph Heinrich Pfaff, medico, chimico e fisico tedesco († 1852)
- 2 marzo - August Schumann, editore, scrittore e lessicografo tedesco († 1826)
- 9 marzo - Urbano Del Drago Biscia Gentili, I principe di Mazzano ed Antuni, principe italiano († 1851)
- 9 marzo - Isaac Hull, ammiraglio statunitense († 1843)
- 15 marzo - Jean-Baptiste Solignac, generale francese († 1850)
- 16 marzo - Juan Ramón Balcarce, politico e militare argentino († 1836)
- 19 marzo - Alessandro Trivulzio, V marchese di Sesto Ulteriano, generale, politico e nobile italiano († 1805)
- 22 marzo - Henri Gatien Bertrand, generale francese († 1844)
- 24 marzo - Giuseppe Maria Giove, vescovo cattolico italiano († 1848)
- 28 marzo - Hans Frisak, matematico e cartografo norvegese († 1834)
- 31 marzo - Antonio Albrizzi, giurista e avvocato svizzero († 1846)

### Aprile
- 2 aprile - Juan Domingo de Monteverde, generale spagnolo († 1832)
- 4 aprile - Eleonora Bernardini, nobildonna italiana († 1855)
- 4 aprile - Étienne Maurice Gérard, generale francese († 1852)
- 5 aprile - Teresa di Meclemburgo-Strelitz, nobile tedesca († 1839)
- 6 aprile - Felice Mastrangelo, patriota italiano († 1799)
- 6 aprile - James Mill, storico, filosofo e economista scozzese († 1836)
- 6 aprile - Nicolas Viton de Saint-Allais, genealogista e araldista francese († 1842)
- 7 aprile - Giuliano de Fazio, architetto e ingegnere italiano († 1835)
- 8 aprile - Giuseppina Grassini, contralto italiano († 1850)
- 9 aprile - Marie Boivin, divulgatrice scientifica e scrittrice francese († 1841)
- 12 aprile - Francesco Maria Coppola, vescovo cattolico italiano († 1851)
- 13 aprile - Jean-Baptiste Guillaume Joseph, conte di Villèle, politico francese († 1854)
- 15 aprile - Josef August Schultes, botanico, medico e scrittore austriaco († 1831)
- 19 aprile - Pier Vittorio Aldini, archeologo e bibliografo italiano († 1842)
- 19 aprile - Vladimir Petrovič Dolgorukov, generale e nobile russo († 1817)
- 22 aprile - Girolamo Pignatelli, generale italiano († 1848)
- 22 aprile - Giuseppe Scarlata Xibilia Platamone, generale e nobile italiano († 1835)
- 26 aprile - Margarete Luise Schick, soprano tedesca († 1810)
- 28 aprile - Bernard Dubourdieu, ufficiale francese († 1811)
- 30 aprile - Johann Karl Burckhardt, astronomo e matematico tedesco († 1825)

### Maggio
- 2 maggio - Henrik Steffens, filosofo e naturalista danese († 1845)
- 3 maggio - Giuseppe Acerbi, esploratore, scrittore e archeologo italiano († 1846)
- 3 maggio - Thomas Lyon-Bowes, XI conte di Strathmore e Kinghorne, nobile scozzese († 1846)
- 6 maggio - Eliodoro Bianchi, tenore italiano († 1848)
- 9 maggio - Jean Charles Léonard Simonde de Sismondi, economista, letterato e storico svizzero († 1842)
- 13 maggio - Giulio Genoino, poeta e librettista italiano († 1856)
- 13 maggio - Leopoldina Naudet, religiosa italiana († 1834)
- 13 maggio - Girolamo Ortis,  italiano († 1796)
- 13 maggio - Giovanni Zantedeschi, botanico italiano († 1846)
- 15 maggio - Klemens von Metternich, nobile, diplomatico e politico austriaco († 1859)
- 19 maggio - Arthur Aikin, chimico e geologo britannico († 1854)
- 23 maggio - Louis-Victor de Caux de Blacquetot, generale, politico e nobile francese († 1845)
- 26 maggio - Anna Grigor'evna Kozickaja, nobildonna russa († 1846)
- 26 maggio - Ascanio Mansi, politico italiano († 1840)
- 26 maggio - Hans Georg Nägeli, compositore e editore svizzero († 1836)
- 31 maggio - Emmerich Joseph von Dalberg, politico, diplomatico e nobile tedesco († 1833)
- 31 maggio - Johann Arnold Kanne, filologo e linguista tedesco († 1824)
- 31 maggio - Ludwig Tieck, poeta, scrittore e critico letterario tedesco († 1853)

### Giugno
- 2 giugno - John Randolph, politico e diplomatico statunitense († 1833)
- 12 giugno - Amschel Mayer Rothschild, banchiere tedesco († 1855)
- 12 giugno - Antonia Maria Verna, religiosa italiana († 1838)
- 13 giugno - Thomas Young, scienziato britannico († 1829)
- 16 giugno - Luigi Rolando, anatomista italiano († 1831)
- 18 giugno - Giannantonio Moschini, letterato e storico dell'arte italiano († 1840)
- 20 giugno - Peter Early, politico statunitense († 1817)
- 28 giugno - Frédéric Cuvier, zoologo francese († 1838)

### Luglio
- 5 luglio - Giovanna Elisabetta Bichier des Ages, religiosa francese († 1838)
- 5 luglio - Ludovico I di Etruria, re († 1803)
- 6 luglio - Hippolyte Charles, militare francese († 1837)
- 6 luglio - Wenceslaus Matiegka, compositore ceco († 1830)
- 11 luglio - Pío de Tristán, generale e politico peruviano († 1860)
- 13 luglio - Wilhelm Heinrich Wackenroder, scrittore e giurista tedesco († 1798)
- 16 luglio - Josef Jungmann, poeta e linguista ceco († 1847)
- 16 luglio - Maria Fëdorovna Lubomirska, principessa polacca († 1810)
- 20 luglio - Mario Gemmellaro, naturalista e geologo italiano († 1839)
- 20 luglio - Francesco Sforza Cesarini, VI principe di Genzano, principe italiano († 1816)
- 23 luglio - Thomas Brisbane, astronomo e generale scozzese († 1860)
- 23 luglio - Abraham Colles, medico irlandese († 1843)
- 25 luglio - Giovanni Maria Bua, arcivescovo cattolico italiano († 1840)
- 27 luglio - Luisa Maria Amalia di Borbone-Due Sicilie, nobile († 1802)
- 29 luglio - Giovanni Maria Dettori, teologo italiano († 1836)
- 30 luglio - Gian Pietro Porro, politico italiano († 1851)
- 31 luglio - Teresa Cabarrus, nobile francese († 1835)

### Agosto
- 4 agosto - Joseph Pain, drammaturgo, poeta e saggista francese († 1830)
- 14 agosto - Peter Buell Porter, politico statunitense († 1844)
- 19 agosto - George Villiers, V conte di Jersey, nobile e politico inglese († 1859)
- 22 agosto - Aimé Bonpland, botanico, naturalista e esploratore francese († 1858)
- 23 agosto - Jakob Friedrich Fries, filosofo, fisico e matematico tedesco († 1843)
- 29 agosto - Raphael Georg Kiesewetter, scrittore e musicista ceco († 1850)
- 30 agosto - Mihály Pollack, architetto austriaco († 1855)

### Settembre
- 2 settembre - Louis Auguste Victor de Ghaisne de Bourmont, generale francese († 1846)
- 3 settembre - Jakob Gauermann, pittore tedesco († 1843)
- 4 settembre - Giuseppe di Salm-Reifferscheid-Dyck, principe, botanico e scrittore tedesco († 1861)
- 5 settembre - Giuseppe della Porta Rodiani, cardinale italiano († 1841)
- 8 settembre - Giuseppe Tambroni, archeologo, critico d'arte e diplomatico italiano († 1824)
- 9 settembre - Louis-Michel Letort de Lorville, generale francese († 1815)
- 11 settembre - William Bagot, II barone Bagot, nobile inglese († 1856)
- 12 settembre - Gustave-Maximilien-Juste de Croÿ-Solre, cardinale e arcivescovo cattolico francese († 1844)
- 13 settembre - Pierre Bonnemains, generale e politico francese († 1850)
- 14 settembre - Charles Lefebvre-Desnouettes, generale francese († 1822)
- 15 settembre - Riccardo Calocchieri, architetto italiano († 1834)
- 17 settembre - George Howard, VI conte di Carlisle, nobile e politico britannico († 1848)
- 18 settembre - Ottavio Colecchi, filosofo e matematico italiano († 1848)
- 22 settembre - Marc-Étienne de Beauvau-Craon, nobile e politico francese († 1849)
- 23 settembre - Domenico Morichini, chimico e medico italiano († 1836)
- 25 settembre - Agostino Bassi, naturalista e botanico italiano († 1856)
- 25 settembre - Gilbert Chabrol de Volvic, funzionario francese († 1843)

### Ottobre
- 5 ottobre - Anselmo Ronchetti, artigiano italiano († 1833)
- 6 ottobre - Luigi Filippo di Francia, sovrano francese († 1850)
- 12 ottobre - Granville Leveson-Gower, I conte Granville, diplomatico britannico († 1846)
- 13 ottobre - Edoardo Ignazio Calvo, poeta e medico italiano († 1804)
- 19 ottobre - Luigi Rados, incisore e pittore italiano († 1840)
- 19 ottobre - Sante Viola, avvocato e storico italiano († 1838)
- 23 ottobre - Pietro Generali, compositore italiano († 1832)
- 23 ottobre - Josef Wolfgang Kainz, basso austriaco († 1855)
- 31 ottobre - Carlo Cristiano di Sayn-Wittgenstein, nobile e militare tedesco († 1812)

### Novembre
- 1º novembre - Maria Teresa d'Austria-Este, nobildonna († 1832)
- 5 novembre - Luigi di Prussia, generale prussiano († 1796)
- 6 novembre - Henry Hunt, politico e pubblicista inglese († 1835)
- 9 novembre - Nikolaj Nikitič Demidov, politico e filantropo russo († 1828)
- 9 novembre - Thomasine Gyllembourg, scrittrice danese († 1856)
- 11 novembre - Ivan Grigorievič Gogel, generale e nobile russo († 1834)
- 12 novembre - Giuseppe Gaetano Incontri, vescovo cattolico italiano († 1848)
- 13 novembre - Dovber Schneuri, rabbino, mistico e scrittore russo († 1827)
- 14 novembre - Stapleton Cotton, I visconte Combermere, generale britannico († 1865)
- 15 novembre - Joseph Léopold Sigisbert Hugo, generale e scrittore francese († 1828)
- 17 novembre - Mihály Csokonai Vitéz, poeta ungherese († 1805)
- 18 novembre - Tokugawa Ienari, militare giapponese († 1841)
- 21 novembre - Henry Vassall-Fox, III barone Holland, politico inglese († 1840)
- 28 novembre - Ferdinando Simonis, violinista e compositore italiano († 1837)
- 28 novembre - Johann von Wessenberg-Ampringen, politico tedesco († 1858)

### Dicembre
- 9 dicembre - Armand Augustin Louis de Caulaincourt, nobile, generale e diplomatico francese († 1827)
- 10 dicembre - Antonia Campi, soprano polacco († 1822)
- 12 dicembre - Bertrand Clauzel, generale e politico francese († 1842)
- 16 dicembre - José Aparicio, pittore spagnolo († 1838)
- 17 dicembre - Sylvain Charles Valée, generale francese († 1846)
- 18 dicembre - Carlo Steeb, presbitero tedesco († 1865)
- 19 dicembre - Aleksandr Nikolaevič Golitsyn, politico e mistico russo († 1844)
- 21 dicembre - Robert Brown, botanico britannico († 1858)
- 24 dicembre - Joseph Wölfl, pianista e compositore austriaco († 1812)
- 27 dicembre - George Cayley, ingegnere britannico († 1857)

### Senza giorno specificato
- Mario Adorno, avvocato e patriota italiano († 1837)
- Santo Agelli, letterato italiano († 1859)
- Martin Friedrich Arendt, archeologo danese († 1823)
- Francesco Boccheciampe, militare francese († 1799)
- Carlo Boucheron, filologo classico italiano († 1838)
- James Bourne, pittore britannico († 1854)
- Jean Baptiste Cipriani Franceschi, agente segreto italiano († 1818)
- Alessandro Fischetti, pittore italiano († 1802)
- James Forbes, botanico britannico († 1861)
- Pietro Guadagni Torrigiani, nobile italiano († 1848)
- Sally Hemings,  statunitense († 1835)
- Thomas Horsfield, naturalista statunitense († 1859)
- Enrico Ittar, incisore e architetto italiano († 1850)
- Francesca Lechi, rivoluzionaria italiana († 1806)
- Jurij Fëdorovič Lisjanskij, navigatore e esploratore russo († 1837)
- Giuseppe Marocco, avvocato italiano († 1829)
- Giulio Mastrilli, politico italiano († 1826)
- Amilcare Paulucci delle Roncole, ammiraglio austriaco († 1845)
- Lodovico Piantanida, organaro italiano
- Pietro Polar, imprenditore, magistrato e politico svizzero († 1845)
- Vincenzo Raimondo Porru, presbitero, filologo e linguista italiano († 1836)
- Manley Power, generale britannico († 1826)
- Ignacio López Rayón, rivoluzionario messicano († 1832)
- Giovanni Francesco Re, naturalista, botanico e micologo italiano († 1833)
- Giovanni Battista Sales, burattinaio italiano († 1849)
- Agatino San Martino Pardo, astronomo e matematico italiano († 1856)
- Antonio Savaresi, medico italiano († 1830)
- John Shaw, militare statunitense († 1823)
- Paolo Francesco Staglieno, politico, generale e enologo italiano († 1850)
- Robert Surcouf, corsaro francese († 1827)
- Thomas Thomson, chimico inglese († 1852)
- Gerolamo Vassallo, medaglista italiano († 1819)
- Valerio Villareale, scultore italiano († 1854)
- Pablo de La Llave, politico e naturalista messicano († 1833)
- Tat'jana Šlykova, soprano, ballerina e attrice teatrale russa († 1863)

## Morti

### Gennaio
- 3 gennaio - Giovanni Antonio Bettoni, generale e nobile italiano (n. 1712)
- 5 gennaio - Jan Adam Galina, compositore e direttore d'orchestra ceco (n. 1724)
- 16 gennaio - Gerhard Cornelius von Walrave, militare e architetto tedesco
- 21 gennaio - Alexis Piron, poeta e drammaturgo francese (n. 1689)
- 23 gennaio - Manuel Pinto de Fonseca,  portoghese (n. 1681)
- 24 gennaio - Philippe Buache, geografo e cartografo francese (n. 1700)

### Febbraio
- 2 febbraio - Gregorio Guglielmi, pittore italiano (n. 1714)
- 6 febbraio - Miklós Pálffy de Erdőd, nobile e politico ungherese (n. 1710)
- 12 febbraio - Lilia Maria del Santissimo Crocifisso, religiosa e insegnante italiana (n. 1689)
- 13 febbraio - Pietro Bracci, scultore italiano (n. 1700)
- 15 febbraio - Anna Maria Barbara Abesch, pittrice svizzera (n. 1706)
- 20 febbraio - Carlo Emanuele III di Savoia, sovrano (n. 1701)
- 22 febbraio - Giuseppe Bernardi, scultore e intagliatore italiano (n. 1694)

### Marzo
- 1º marzo - Carl Constantin De Carnall, generale e nobile svedese (n. 1711)
- 1º marzo - Luigi Vanvitelli, architetto e pittore italiano (n. 1700)
- 3 marzo - Federico Marcello Lante Montefeltro della Rovere, cardinale e arcivescovo cattolico italiano (n. 1695)
- 3 marzo - Andrzej Poniatowski, nobile e generale polacco (n. 1735)
- 13 marzo - Philibert Commerson, naturalista francese (n. 1727)
- 14 marzo - Giovanni Molin, cardinale e vescovo cattolico italiano (n. 1705)
- 17 marzo - Costantino Roberto, violinista e compositore italiano (n. 1700)
- 17 marzo - Alessandro Ferdinando di Thurn und Taxis, principe (n. 1704)
- 20 marzo - Saverio Canale, cardinale italiano (n. 1695)
- 24 marzo - Stephen Leake, numismatico, genealogista e araldista britannico (n. 1702)
- 24 marzo - Philip Stanhope, IV conte di Chesterfield, nobile e politico inglese (n. 1694)

### Aprile
- 1º aprile - Gaetano Lapis, pittore italiano (n. 1706)
- 1º aprile - Domenico Michelessi, scrittore e presbitero italiano (n. 1735)
- 11 aprile - Carlo Grua, compositore e direttore d'orchestra italiano
- 20 aprile - Hubert-François Gravelot, pittore, disegnatore e incisore francese (n. 1699)
- 25 aprile - Daniele Farlati, gesuita e storico italiano (n. 1690)

### Maggio
- 2 maggio - Louis Jouard de La Nauze, gesuita e storico francese (n. 1696)
- 2 maggio - Thomas Snelling, numismatico britannico (n. 1712)
- 7 maggio - Christian Gottlieb Ludwig, botanico e medico tedesco (n. 1709)
- 15 maggio - Alban Butler, presbitero, teologo e biografo inglese (n. 1710)
- 17 maggio - Francesco Testa, arcivescovo cattolico, teologo e giurista italiano (n. 1704)
- 18 maggio - Girolamo Lagomarsini, umanista e filologo italiano (n. 1698)
- 21 maggio - Giuseppe Pappacoda, III principe di Centola, nobile e politico italiano (n. 1692)
- 24 maggio - Jan Zach, compositore boemo (n. 1699)

### Giugno
- 1º giugno - Bernardo de Legarda, scultore ecuadoriano (n. 1700)
- 14 giugno - Domenico Laschi, fantino italiano
- 21 giugno - Jorge Juan y Santacilia, matematico e scienziato spagnolo (n. 1713)
- 27 giugno - Mentewab, imperatrice etiope (n. 1706)

### Luglio
- 5 luglio - Mattia De Mare, pittore italiano (n. 1712)
- 8 luglio - Francis Greville, I conte di Warwick, nobile, militare e politico inglese (n. 1719)
- 12 luglio - Johann Joachim Quantz, compositore e flautista tedesco (n. 1697)
- 16 luglio - Jean-Sébastien de Barral, vescovo cattolico francese (n. 1710)
- 16 luglio - Nils Rosen von Rosenstein, medico svedese (n. 1706)
- 19 luglio - Giovanni Battista Pattoni, compositore italiano
- 23 luglio - George Edwards, ornitologo britannico (n. 1694)

### Agosto
- 3 agosto - Stanislao Konarski, pedagogo, poeta e drammaturgo polacco (n. 1700)
- 19 agosto - Burkhardt Tschudi, cembalaro svizzero (n. 1702)
- 20 agosto - Pëtr Grigor'evič Černyšëv, politico russo (n. 1712)
- 20 agosto - Enrique Flórez, presbitero, storico e numismatico spagnolo (n. 1701)
- 30 agosto - Niccolò Nasoni, pittore e architetto italiano (n. 1691)

### Settembre
- 13 settembre - Anton Janša, allevatore e pittore sloveno (n. 1734)
- 14 settembre - Massimiliano di Salm-Salm, militare tedesco (n. 1732)
- 15 settembre - Albert François Floncel, politico francese (n. 1697)
- 22 settembre - Šćepan Mali, politico montenegrino
- 23 settembre - Evelyn Pierrepont, II duca di Kingston-upon-Hull, generale e nobile inglese (n. 1711)
- 27 settembre - Giovanni Luca Pallavicini, nobile italiano (n. 1697)

### Ottobre
- 12 ottobre - Maria Luisa Gonzaga, nobile spagnola (n. 1726)
- 13 ottobre - Antonia Barbiano di Belgiojoso, scrittrice e mecenate italiana (n. 1730)

### Novembre
- 7 novembre - Vicente Le Quang Liem, religioso e missionario vietnamita (n. 1732)
- 7 novembre - Anna Carlotta di Lorena, badessa (n. 1714)
- 8 novembre - Friedrich Wilhelm von Seydlitz, generale prussiano (n. 1721)
- 15 novembre - Pietro Girolamo Guglielmi, cardinale italiano (n. 1694)
- 19 novembre - James FitzGerald, I duca di Leinster, politico e ufficiale irlandese (n. 1722)
- 20 novembre - Charles Jennens, letterato, mecenate e musicologo inglese (n. 1700)
- 24 novembre - Edward Willes, vescovo anglicano britannico (n. 1693)

### Dicembre
- 4 dicembre - Anton Losenko, pittore ucraina (n. 1737)
- 13 dicembre - Girolamo Birago, scrittore, commediografo e poeta italiano (n. 1691)
- 14 dicembre - Johann Lorenz Bach, organista e compositore tedesco (n. 1695)
- 24 dicembre - Ludwig van Beethoven, tenore tedesco (n. 1712)

### Senza giorno specificato
- Paisij di Hilendar, presbitero, storico e scrittore bulgaro (n. 1722)
- Ali Bey Al-Kabir, sultano egiziano (n. 1728)
- Enrico Albrici, pittore italiano (n. 1714)
- Elizabeth Aldworth,  irlandese (n. 1695)
- Paolo Anesi, pittore e incisore italiano (n. 1697)
- Jean-Robert Ango, pittore francese (n. 1710)
- Ignazio Balbi, compositore italiano (n. 1720)
- Pietro Carlo Borboni, architetto svizzero (n. 1720)
- Francesco Croce, architetto italiano (n. 1696)
- Francesco Frapolli, medico italiano (n. 1738)
- Amédée François Frézier, ingegnere francese (n. 1682)
- Samuel Johnson, drammaturgo inglese (n. 1691)
- Ferdinando Mosca, architetto e intagliatore italiano (n. 1685)
- Fortunato Pasquetti, pittore italiano (n. 1690)
- Carlo Salis, pittore italiano (n. 1688)
- Matteo Vinzoni, cartografo italiano (n. 1690)
- Christian Wolff, compositore tedesco (n. 1705)

## Calendario
| Calendario 1773 | Calendario 1773 | Calendario 1773 | Calendario 1773 | Calendario 1773 | Calendario 1773 | Calendario 1773 | Calendario 1773 | Calendario 1773 | Calendario 1773 | Calendario 1773 | Calendario 1773 | Calendario 1773 | Calendario 1773 | Calendario 1773 | Calendario 1773 | Calendario 1773 | Calendario 1773 | Calendario 1773 | Calendario 1773 | Calendario 1773 | Calendario 1773 | Calendario 1773 | Calendario 1773 | Calendario 1773 | Calendario 1773 | Calendario 1773 | Calendario 1773 | Calendario 1773 | Calendario 1773 | Calendario 1773 | Calendario 1773 | Calendario 1773 |
| --------------- | --------------- | --------------- | --------------- | --------------- | --------------- | --------------- | --------------- | --------------- | --------------- | --------------- | --------------- | --------------- | --------------- | --------------- | --------------- | --------------- | --------------- | --------------- | --------------- | --------------- | --------------- | --------------- | --------------- | --------------- | --------------- | --------------- | --------------- | --------------- | --------------- | --------------- | --------------- | --------------- |
|                 | 1               | 2               | 3               | 4               | 5               | 6               | 7               | 8               | 9               | 10              | 11              | 12              | 13              | 14              | 15              | 16              | 17              | 18              | 19              | 20              | 21              | 22              | 23              | 24              | 25              | 26              | 27              | 28              | 29              | 30              | 31              |                 |
| Gennaio         | Ve              | Sa              | Do              | Lu              | Ma              | Me              | Gi              | Ve              | Sa              | Do              | Lu              | Ma              | Me              | Gi              | Ve              | Sa              | Do              | Lu              | Ma              | Me              | Gi              | Ve              | Sa              | Do              | Lu              | Ma              | Me              | Gi              | Ve              | Sa              | Do              |                 |
| Febbraio        | Lu              | Ma              | Me              | Gi              | Ve              | Sa              | Do              | Lu              | Ma              | Me              | Gi              | Ve              | Sa              | Do              | Lu              | Ma              | Me              | Gi              | Ve              | Sa              | Do              | Lu              | Ma              | Me              | Gi              | Ve              | Sa              | Do              |                 |                 |                 |                 |
| Marzo           | Lu              | Ma              | Me              | Gi              | Ve              | Sa              | Do              | Lu              | Ma              | Me              | Gi              | Ve              | Sa              | Do              | Lu              | Ma              | Me              | Gi              | Ve              | Sa              | Do              | Lu              | Ma              | Me              | Gi              | Ve              | Sa              | Do              | Lu              | Ma              | Me              |                 |
| Aprile          | Gi              | Ve              | Sa              | Do              | Lu              | Ma              | Me              | Gi              | Ve              | Sa              | Do              | Lu              | Ma              | Me              | Gi              | Ve              | Sa              | Do              | Lu              | Ma              | Me              | Gi              | Ve              | Sa              | Do              | Lu              | Ma              | Me              | Gi              | Ve              |                 |                 |
| Maggio          | Sa              | Do              | Lu              | Ma              | Me              | Gi              | Ve              | Sa              | Do              | Lu              | Ma              | Me              | Gi              | Ve              | Sa              | Do              | Lu              | Ma              | Me              | Gi              | Ve              | Sa              | Do              | Lu              | Ma              | Me              | Gi              | Ve              | Sa              | Do              | Lu              |                 |
| Giugno          | Ma              | Me              | Gi              | Ve              | Sa              | Do              | Lu              | Ma              | Me              | Gi              | Ve              | Sa              | Do              | Lu              | Ma              | Me              | Gi              | Ve              | Sa              | Do              | Lu              | Ma              | Me              | Gi              | Ve              | Sa              | Do              | Lu              | Ma              | Me              |                 |                 |
| Luglio          | Gi              | Ve              | Sa              | Do              | Lu              | Ma              | Me              | Gi              | Ve              | Sa              | Do              | Lu              | Ma              | Me              | Gi              | Ve              | Sa              | Do              | Lu              | Ma              | Me              | Gi              | Ve              | Sa              | Do              | Lu              | Ma              | Me              | Gi              | Ve              | Sa              |                 |
| Agosto          | Do              | Lu              | Ma              | Me              | Gi              | Ve              | Sa              | Do              | Lu              | Ma              | Me              | Gi              | Ve              | Sa              | Do              | Lu              | Ma              | Me              | Gi              | Ve              | Sa              | Do              | Lu              | Ma              | Me              | Gi              | Ve              | Sa              | Do              | Lu              | Ma              |                 |
| Settembre       | Me              | Gi              | Ve              | Sa              | Do              | Lu              | Ma              | Me              | Gi              | Ve              | Sa              | Do              | Lu              | Ma              | Me              | Gi              | Ve              | Sa              | Do              | Lu              | Ma              | Me              | Gi              | Ve              | Sa              | Do              | Lu              | Ma              | Me              | Gi              |                 |                 |
| Ottobre         | Ve              | Sa              | Do              | Lu              | Ma              | Me              | Gi              | Ve              | Sa              | Do              | Lu              | Ma              | Me              | Gi              | Ve              | Sa              | Do              | Lu              | Ma              | Me              | Gi              | Ve              | Sa              | Do              | Lu              | Ma              | Me              | Gi              | Ve              | Sa              | Do              |                 |
| Novembre        | Lu              | Ma              | Me              | Gi              | Ve              | Sa              | Do              | Lu              | Ma              | Me              | Gi              | Ve              | Sa              | Do              | Lu              | Ma              | Me              | Gi              | Ve              | Sa              | Do              | Lu              | Ma              | Me              | Gi              | Ve              | Sa              | Do              | Lu              | Ma              |                 |                 |
| Dicembre        | Me              | Gi              | Ve              | Sa              | Do              | Lu              | Ma              | Me              | Gi              | Ve              | Sa              | Do              | Lu              | Ma              | Me              | Gi              | Ve              | Sa              | Do              | Lu              | Ma              | Me              | Gi              | Ve              | Sa              | Do              | Lu              | Ma              | Me              | Gi              | Ve              |                 |